# Alper Uludağ
Alper Uludağ (sinh 11 tháng 12 năm 1990) là một cầu thủ bóng đá Thổ Nhĩ Kỳ thi đấu ở vị trí hậu vệ trái cho câu lạc bộ Thổ Nhĩ Kỳ Gençlerbirliği SK. Anh từng thi đấu cho U-15 và U-21 Thổ Nhĩ Kỳ.